# Canoo Web test
Canoo Web Test est un logiciel utilitaire open source destiné à effectuer des tests automatisés d'applications web.

## Fonctionnalités

### Description des scénarios de test
L'outil permet décrire formellement des scénarios de test de deux manières :
- en XML
- en Groovy

### Exécution des scénarios de test
L'outil permet de jouer les scénarios décrits afin de produire des rapports de test.